# XXY
XXY é um filme hispano-franco-argentino, escrito e dirigido por Lucía Puenzo, lançado em 2007. Conta a história de uma adolescente intersexo que, devido a uma variação genética apresenta características típicas da definição de sexo masculino, e de sexo feminino. Alex, interpretado pela atriz Inés Efron é intersexo. Tal variação dificulta a definição de sua orientação sexual, até a adolescência pelo menos.